# Квінтен Тімбер
Квінтен Райан Кріспіто Тімбер (нід. Quinten Ryan Crispito Timber; 17 червня 2001, Утрехт) — нідерландський футболіст, півзахисник клубу «Феєнорд».

## Клубна кар'єра
Квінтен — вихованець столичного клубу «Аякс».
5 травня 2021 року підписав трирічний контракт з «Утрехтом».
28 липня 2022 перейшов у роттердамський «Феєнорд», підписавши з клубом чотирирічний контракт.

## Кар'єра у збірній
У 2018 році у складі юнацької збірної Нідерландів Тімбер виграв юнацький чемпіонат Європи в Англії. На турнірі він зіграв у матчах проти команд Німеччини, Сербії, Іспанії, Англії, Ірландії та Італії.
У березні 2024 року вперше викликаний до збірної Нідерландів головним тренером Роналдом Куманом для участі в товариських матчах проти збірних Шотландії та Німеччини.

## Особисте життя
Квінтен має брат-близнюка — Юррієна, який є гравцем «Аякса». До лютого 2018 року брати носили прізвище батька — Мадуро, а потім почали використовувати прізвище матері — Тімбер.

## Досягнення
«Феєнорд»
- Чемпіон Нідерландів: 2022–23[13]
- Володар Кубка Нідерландів: 2023–24[14]
- Володар Суперкубка Нідерландів: 2024[15]

Збірна
 Нідерланди (до 17)
Юнацький чемпіонат Європи — 2018